# Rio San Luigi
Il rio San Luigi (ruisseau Saint-Louis in francese) è un breve corso d'acqua delle Alpi Marittime.

## Percorso

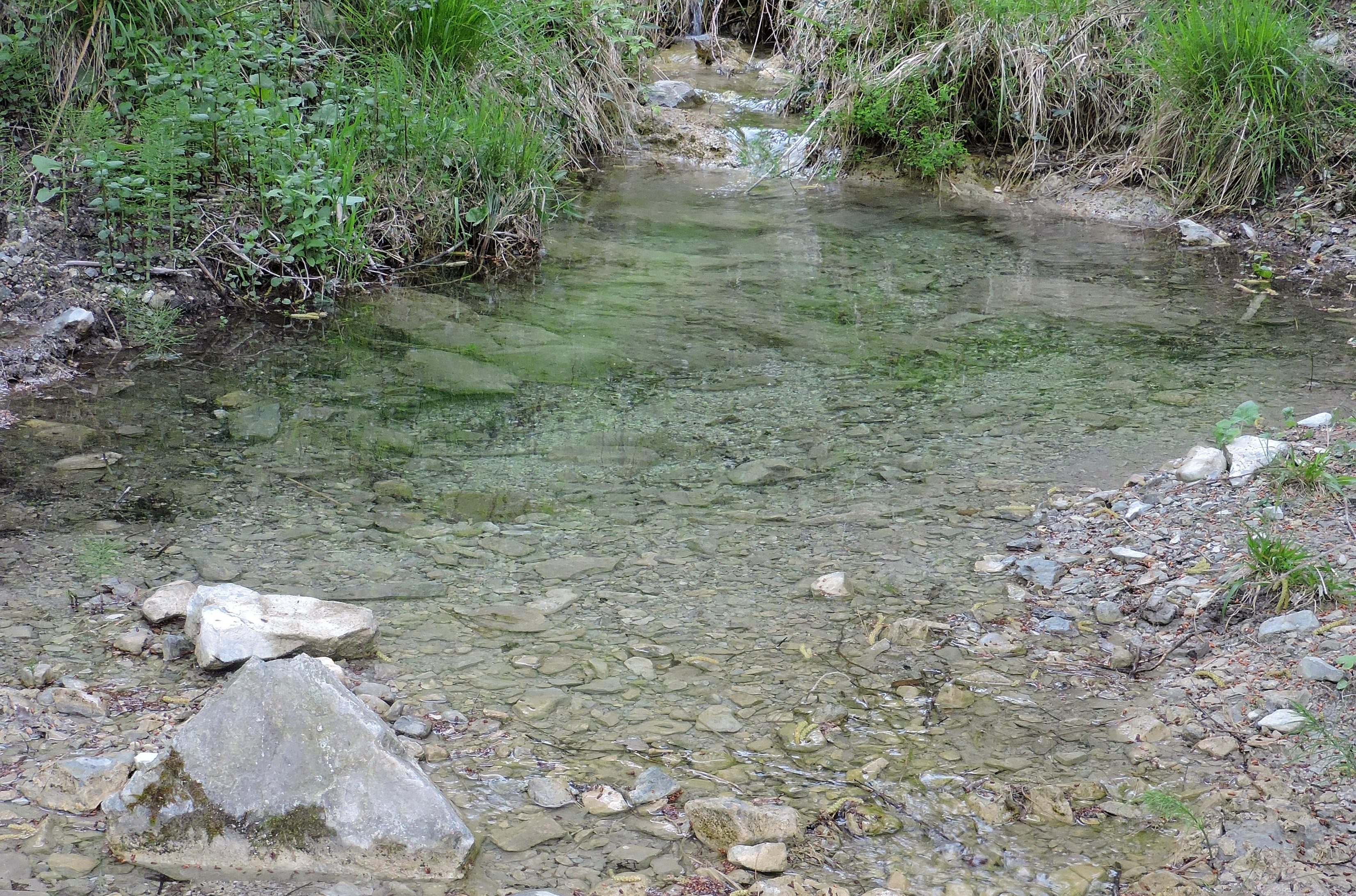
Il torrente nella parte alta della vallata

Il rio ha carattere torrentizio e nasce presso il monte Grammondo (1.378 m) nelle Prealpi di Nizza. Scende poi verso sud e va a sfociare sul confine italo-francese tra Mentone e Ventimiglia.

## Ambiente
Nella valle del Rio San Luigi vive la specie endemica del Campanellino di Nizza (Acis nicaensis).

## Storia
Presso il torrente si trova dal lato francese l'Avant-poste de Pont-Saint-Louis, una piccola fortificazione costruita negli anni Trenta del Novecento che faceva parte della Linea Maginot alpina. Fu coinvolta nella battaglia di Ponte San Luigi nel 1940, bloccando la strada tra il 10 e il 27 giugno di quell'anno.

## Tutela naturalistica
Buona parte del bacino del Rio San Luigi appartiene, assieme alle montagne che la delimitano, al Sito di importanza comunitaria denominato M. Grammondo T. Bevera (codice IT 1315717).